# إيرني لويس
إيرني لويس (بالإنجليزية: Ernie Lewis)‏ هو لاعب كرة قدم أمريكية أمريكي، ولد في 20 نوفمبر 1924 في بونفيل في الولايات المتحدة، وتوفي في 28 مايو 1995.

## وصلات خارجية
- إيرني لويس على موقع مرجع كرة القدم المحترفة.كوم (الإنجليزية)